# Église Saint-Nicolas de Haguenau
Pour les articles homonymes, voir Église Saint-Nicolas.
L'église Saint-Nicolas est un monument historique situé à Haguenau, dans le département français du Bas-Rhin.

## Localisation
L'église Saint-Nicolas est un monument historique situé au 204 Grand Rue, 67500 Haguenau, dans le département français du Bas-Rhin (67).

## Historique
L'église Saint-Nicolas est inscrite au titre des monuments historiques depuis 1930.
Cet édifice régulièrement agrandi et restauré à différents moments est de style gothique.
Vers 1164, l'empereur Frédéric Barberousse fait construire un hôpital avec oratoire pour déshérités et pauvres voyageurs. Il y établit des chanoines de l'ordre de Prémontré, sanctuaire dont la tour romane existe encore.
L'hôpital et le sanctuaire furent endommagés en 1298 par les Strasbourgeois pendant le siège de Haguenau. Elle est englobée vers 1300 dans l'église gothique. En 1424, l'église est agrandie. Une petite chapelle est construite par les Prémontrés en 1785 puis en 1786, ils font ajouter leur caveau funéraire enterré qui fut surmonté d'une chapelle du saint Sépulcre. Les baies et les voûtes actuelles sont de style néo-gothique et datent d'entre le XIXe et le XXe siècle.
En 1535, le couvent de l'hôpital et l'église furent vendus par les Prémontrés à la ville et, en 1643, les Prémontrés rachetèrent le tout. Pendant la Révolution, les bâtiments furent vendus à un particulier puis rachetés par les administrateurs de la paroisse. En 1846, la sacristie néo-gothique fut construite.
En 1932, une chapelle baptismale de style néo-gothique fut construite.
La Seconde Guerre mondiale fit d'énormes dégâts, la cloche du XIIIe siècle fut complètement détruite et la tour fut très endommagée. Mais l'église ne fut restaurée qu'à partir de 1965, la charpente d'origine de la nef fut supprimée ainsi que le décor peint qui était à l'intérieur de l'église.

## Architecture
Les murs de l'église sont en grès et en briques avec chaînes. Le niveau octogonal de la tour qui fut reconstruit après la guerre est en béton essente d'ardoises. La flèche de la tour est en ardoise et la flèche de la tourelle est en cuivre. Le toit est constitué de tuiles plates modernes.
Les stalles et lambris ornant le chœur de l'église proviennent de l'abbaye de Neubourg. Ils ont été acquis après la Révolution par les habitants de la paroisse. Ils comportent deux styles différents. Le premier ensemble qui est le plus ancien sont des lambris avec stalles de style Louis XV, alors que le second ensemble est constitué de lambris de style Louis XVI.
L'intérieur de l'église Saint-Nicolas possède entre autres un saint sépulcre monumental en grès, doré à l'origine, datant du XIVe siècle. Il provient de l'église Saint-Étienne de Strasbourg avant d'être installé dans la chapelle en 1786. L'ensemble est constitué d'un encadrement d'architecture gothique à trois travées verticales, d'un tombeau en façade avec trois soldats et un sur le côté droit en haut relief, et de deux statues du Christ en croix datant du XVIIIe et du XIXe siècle.
Dont une statue de la Vierge à l'Enfant habillée du XVe siècle provenant sûrement du couvent des dominicains[source insuffisante], et une statue de la Vierge à l'Enfant assise sur des nuages ornés de fleurs de lys et surmontée par un relief de Dieu le père, de 1700. Deux statues de la Vierge l'Immaculée dorée sur un socle de style Rococo du XVIIIe siècle, ainsi que des statues faites en grès de saint Norbert et de saint Nicolas qui sont les fondateurs de l'ordre des Prémontrés et les patrons de l'église du XVe siècle. Ces statues furent décapitées durant la Révolution. Les têtes furent remplacées au XIXe siècle, ainsi qu'un tableau représentant en scène principale saint Norbert de Prémontré avec la Vierge à l'Enfant lui remettant le scapulaire et en scène secondaire le Christ, datant de la fin du XVIIIe siècle.
Les objets du culte étaient entre autres des chandeliers de style Rococo en bois doré avec un bâton de procession et des guirlandes fleuries du XVIIIe siècle, une clé ou encore un calice de style néo-gothique du XIXe siècle.
À l'entrée du chœur se tiennent quatre statues de style baroque. Elles représentent saint Augustin, saint Ambroise, saint Grégoire et saint Jérôme.

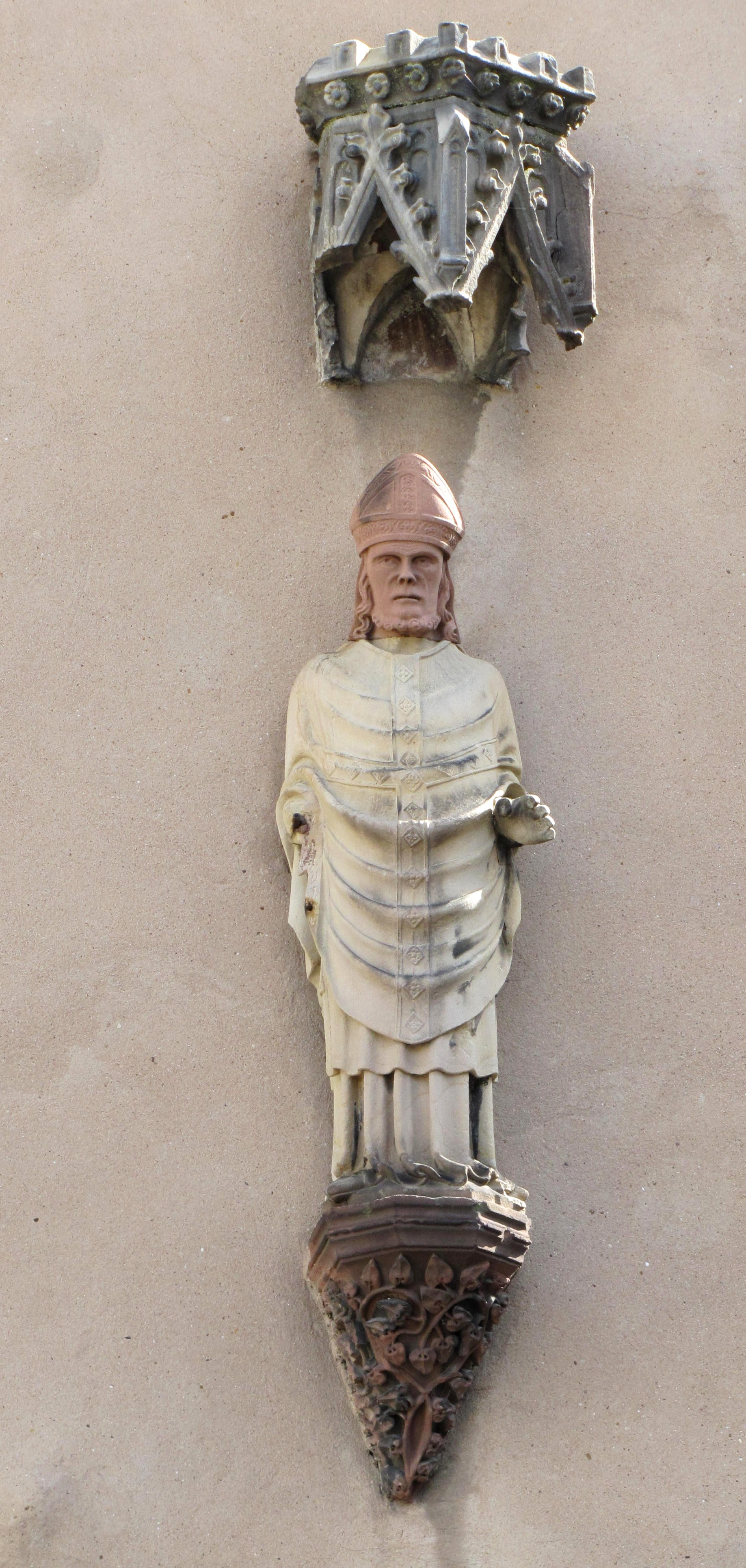
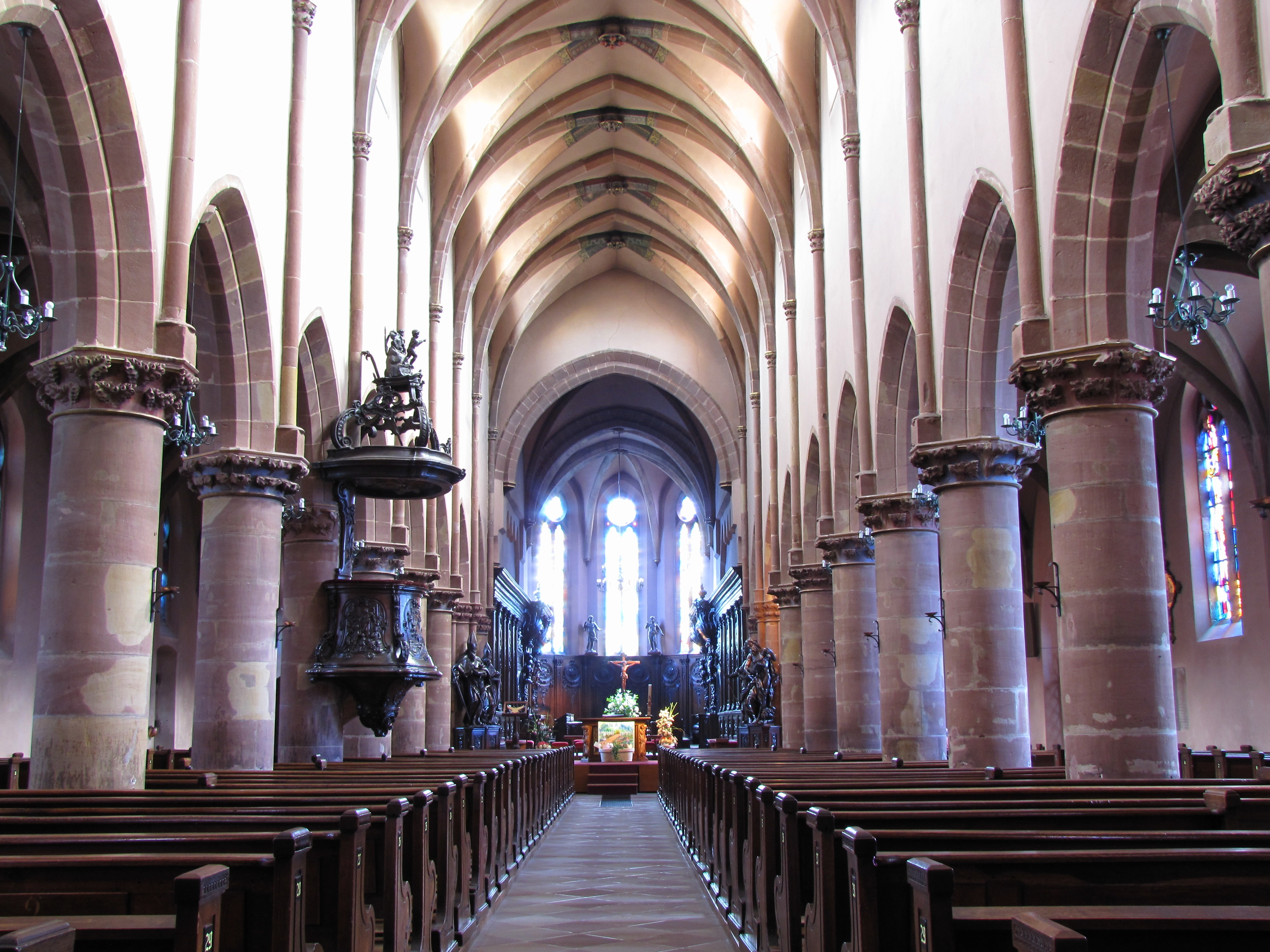
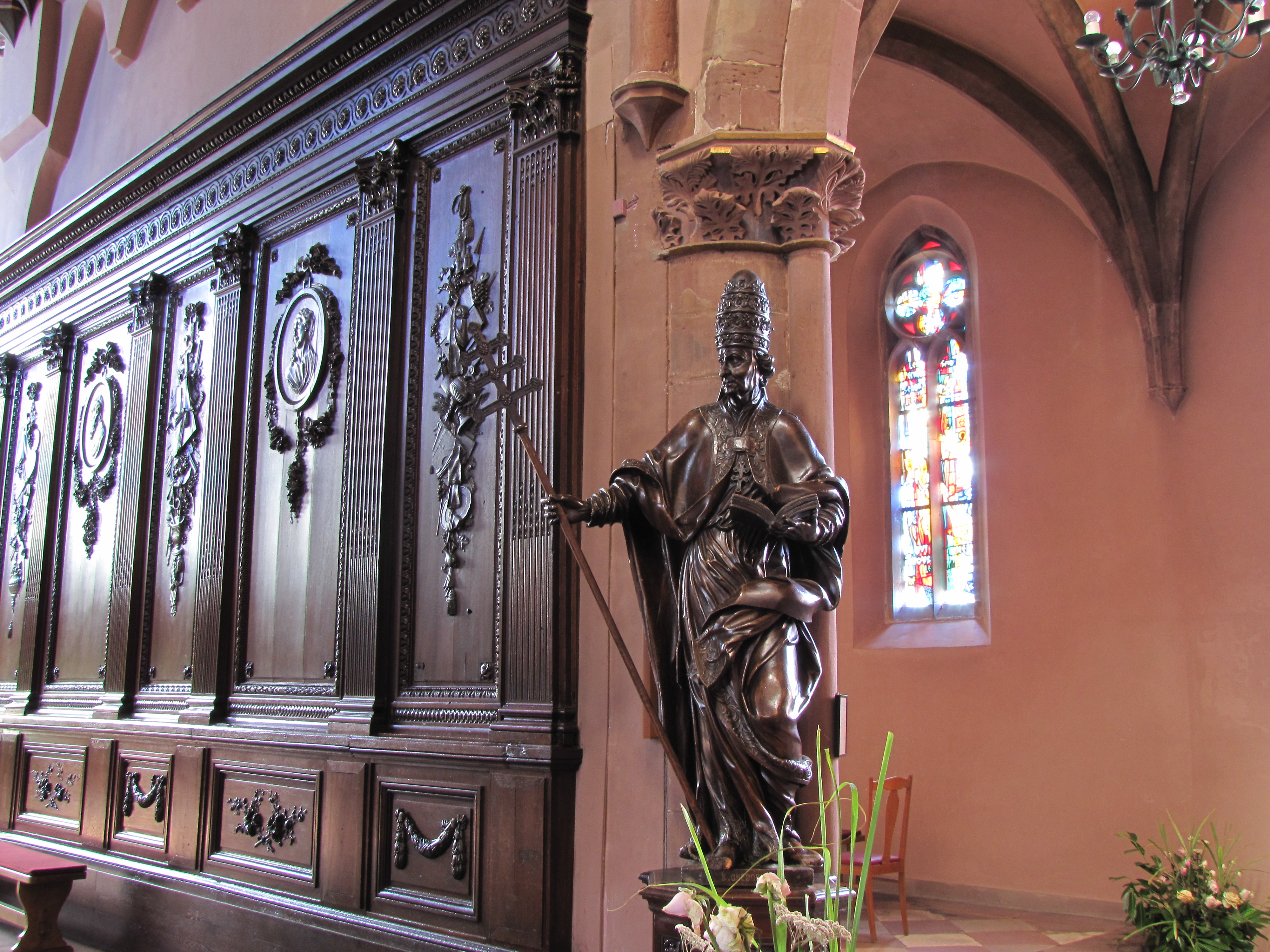
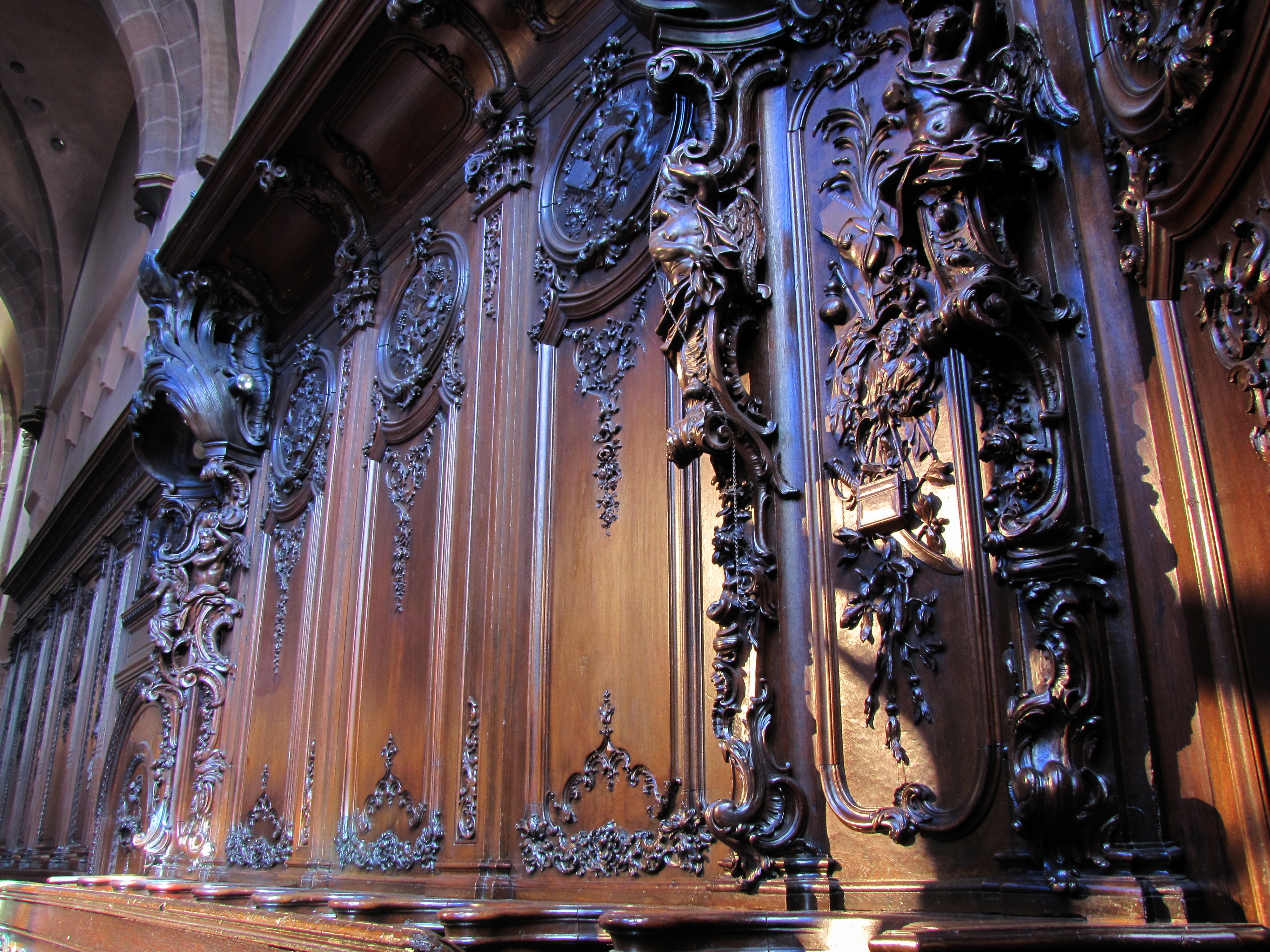
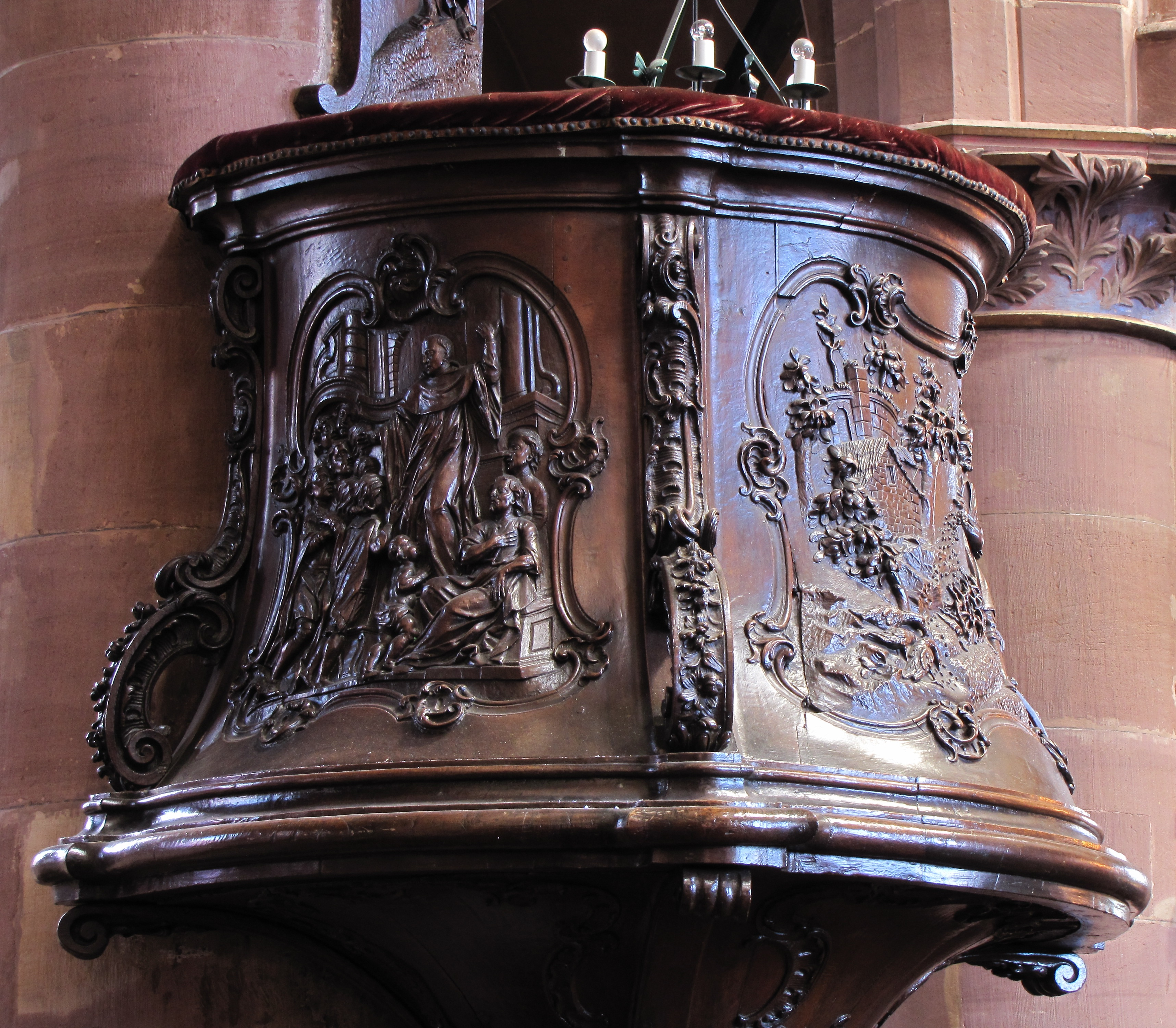
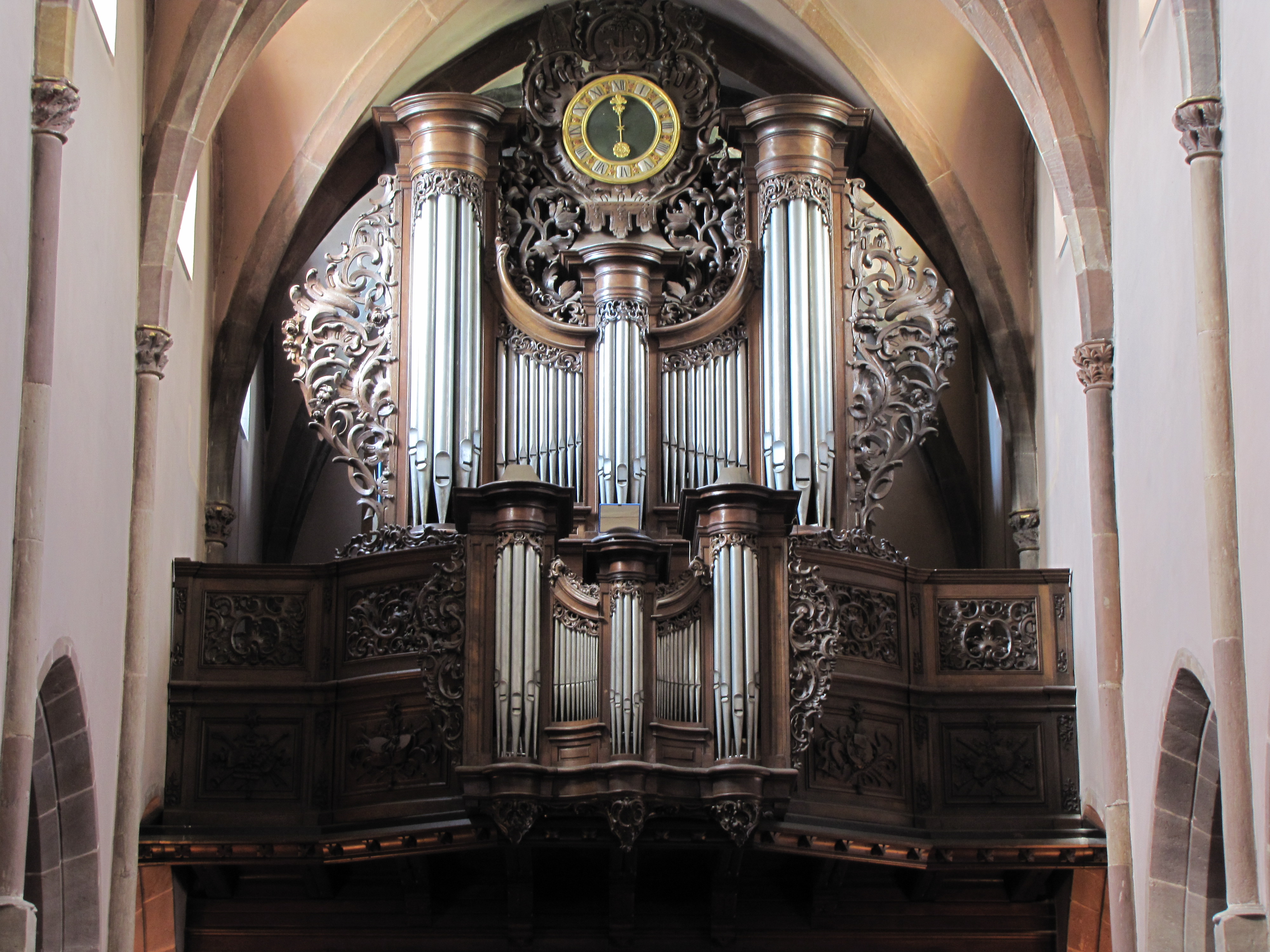
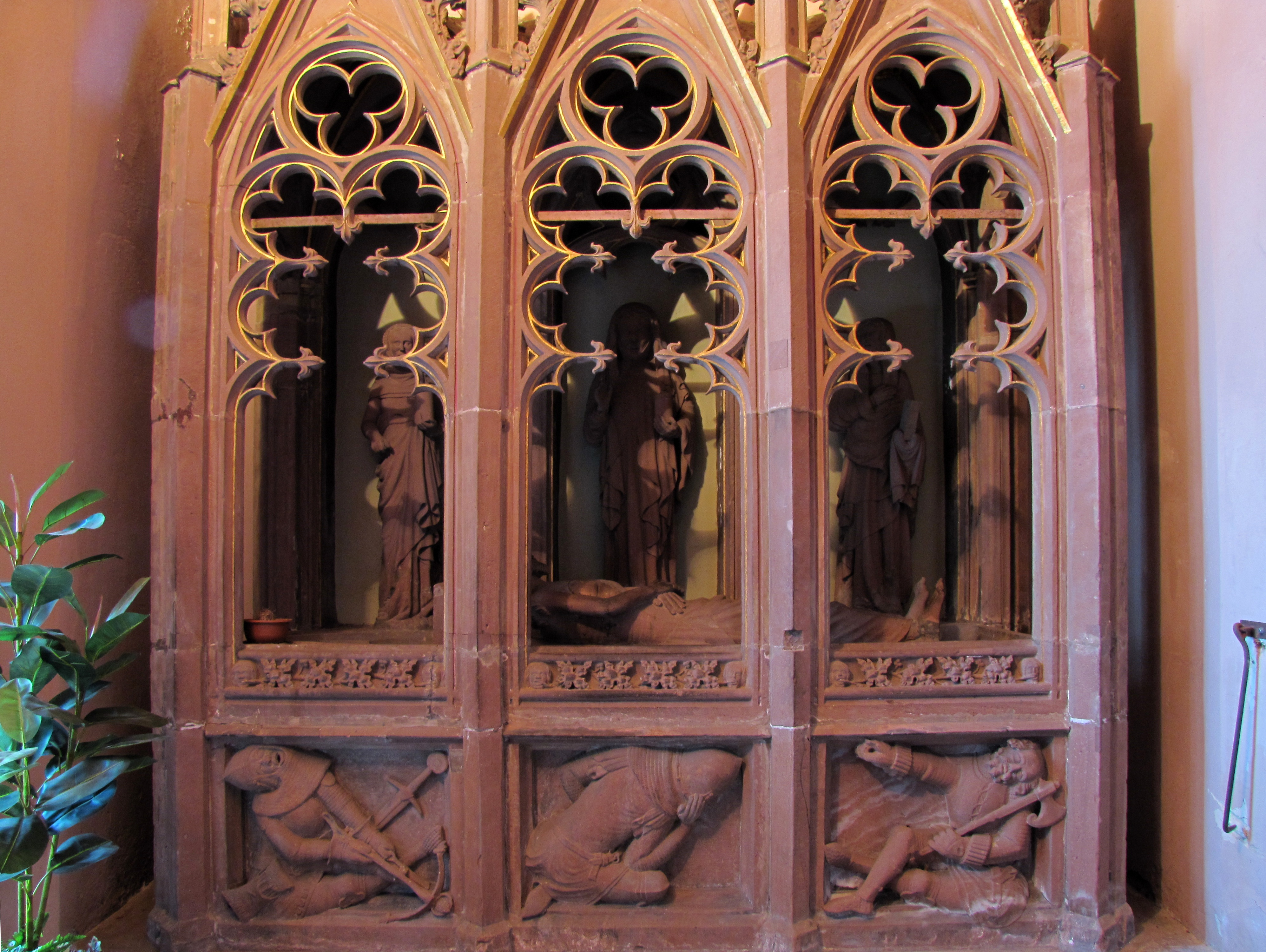